# Claude Guéant

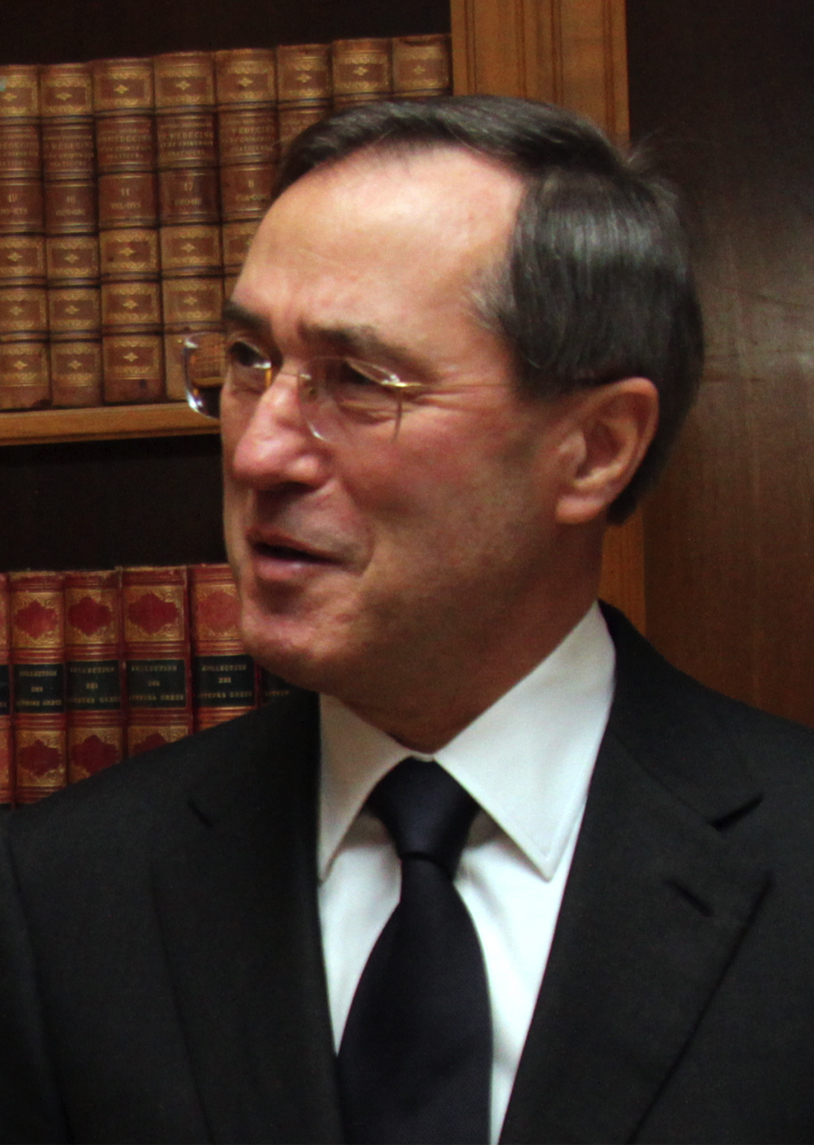
Claude Guéant

Claude Guéant (* 17. Januar 1945 in Vimy, Département Pas-de-Calais) ist ein hochrangiger französischer Beamter und ehemaliger Politiker der UMP. Der enge Vertraute und ehemalige Büro- sowie Wahlkampfleiter von Nicolas Sarkozy war von 2007 bis 2011 Generalsekretär des Präsidialamtes im Élysée-Palast und anschließend von Februar 2011 bis Mai 2012 Innenminister von Frankreich.

## Leben und Karriere
Claude Guéant studierte Jura an der Universität von Paris. Nach dem Licence-Examen absolvierte er eine Ausbildung am Institut d’études politiques de Paris (IEP oder Sciences Po). Von 1969 bis 1971 setzte er seine Studien an der Verwaltungshochschule École nationale d’administration (ENA) fort, die er im Jahrgang „Thomas More“ abschloss. Danach schlug er als Zivilbeamter im Geschäftsbereich des Innenministeriums eine Karriere in der Präfekturverwaltung ein. Er wurde Büroleiter (directeur de cabinet) des Präfekten des Departements Finistère und 1974 Generalsekretär für Wirtschaft im Überseedepartement Guadeloupe. Der Innenminister Christian Bonnet (UDF) berief Guéant von 1977 bis 1981 als Fachberater in sein Ministerium nach Paris.
Nach Stationen als Unterpräfekt bzw. Generalsekretär der Präfektur in verschiedenen Départements wurde er 1991 Präfekt des Départements Hautes-Alpes. Unter dem Innenminister Charles Pasqua (RPR) wurde Guéant 1994 stellvertretender Leiter des Ministerbüros und im September desselben Jahres Generaldirektor der Police nationale. Von dieser Position wurde er im Januar 1998 abberufen, stattdessen wurde er Präfekt des Départements Doubs und zugleich Regionalpräfekt von Franche-Comté. Sein nächster Posten war ab 2000 als Präfekt von Ille-et-Vilaine, zugleich Regionalpräfekt der Bretagne sowie Präfekt der Verteidigungszone Westfrankreich.
Der neue Innenminister Nicolas Sarkozy (UMP) ernannte Guéant 2002 zum Leiter seines Ministerbüros (directeur de cabinet) und nahm ihn in gleicher Funktion auch mit, als er 2004 ins Wirtschafts- und Finanzministerium wechselte. Von 2005 bis 2007 war Sarkozy erneut Innenminister und Guéant wiederum sein Büroleiter. Als engster Vertrauter des Politikers ließ er sich von seinem Beamtenverhältnis beurlauben, um Sarkozys Wahlkampf für die Präsidentschaftswahl 2007 zu leiten. Dieser gewann die Wahl und ernannte Guéant am 16. Mai 2007 zum Generalsekretär im Élysée-Palast, d. h. zum Leiter des französischen Präsidialamts. Wegen seines Einflusses als engster Mitarbeiter des Staatsoberhaupts wurde er in dieser Zeit auch cardinal („Kardinal“), Premier ministre bis („Premierminister Nr. 2“) oder vice-président („Vizepräsident“) genannt.
Sarkozy ernannte Guéant am 27. Februar 2011 als Nachfolger von Brice Hortefeux zum französischen Minister des Innern, für Überseegebiete, Gebietskörperschaften und Einwanderung im Kabinett Fillon III. Dieses Amt bekleidete er bis zum Regierungswechsel am 10. Mai 2012. 
Nach der Abwahl Sarkozys als Staatspräsident trat Guéant bei der Parlamentswahl im Juni 2012 als Kandidat der UMP im 9. Wahlkreis des Départements Hauts-de-Seine an, der den westlichen Pariser Vorort Boulogne-Billancourt umfasst und eine Hochburg der Konservativen war. Gegen diese Kandidatur gab es Widerstand aus der eigenen Partei. Thierry Solère, ebenfalls UMP-Mitglied, stellvertretender Bürgermeister von Boulogne-Billancourt und Vizepräsident im Generalrat des Départements, trat gegen Guéant an. Dieser kam zwar im ersten Wahlgang mit 30,4 Prozent der Stimmen auf den ersten Platz, unterlag aber im zweiten Wahlgang mit 38,4 Prozent gegen Solère. 
Ende 2012 schied er aus dem Beamtenverhältnis aus und bekam die Zulassung als Rechtsanwalt. Ab 2013 war er „strategischer Berater“ für das in Gabun und Kamerun tätige Bergbauunternehmen International Mining & Infrastructure Corporation (IMIC). Ohne zuvor die Erlaubnis der zuständigen Rechtsanwaltskammer einzuholen, übernahm er 2014 einen Posten im Verwaltungsrat der norwegischen Aladdin Oil & Gas Company, die Erdöl und Erdgas in Russland förderte. Den Anwaltsberuf gab er laut dem Verzeichnis der Rechtsanwaltskammer von Paris im Juni 2017 wieder auf.
Claude Guéant war Ritter der Ehrenlegion (ab 1992) und Kommandeur des Ordre national du Mérite. Diese Auszeichnungen wurden ihm aufgrund seiner rechtskräftigen Verurteilung wegen Veruntreuung öffentlicher Gelder (siehe unten) 2019 aberkannt.

## Kritik
Vor dem Hintergrund des internationalen Militäreinsatz in Libyen 2011 sprach Claude Guéant von einem Kreuzzug, den sein Präsident Nicolas Sarkozy anführe. Gerade dies ist jedoch der Vorwurf, den der libysche Staatschef Muammar al-Gaddafi gegen diesen Militäreinsatz erhob.

## Affären und Strafverfahren
In der Affäre um Bargeldprämien der Polizei, die auf Guéants Zeit als Büroleiter des Innenministers (2002–2004) zurückgeht, verurteilte das Berufungsgericht (Cour d’appel) von Paris ihn 2017 zu einer Freiheitsstrafe von zwei Jahren, eines davon zur Bewährung ausgesetzt, sowie einer Geldstrafe in Höhe von 75.000 Euro und einem fünfjährigen Ausschluss von öffentlichen Ämtern. Guéants Rechtsmittel dagegen wies der französische Kassationshof im Januar 2019 zurück, sodass das Urteil rechtskräftig wurde. Da er die Bewährungsauflagen nicht vollständig erfüllte und den Schadenersatz nicht pünktlich leistete, wurde die Bewährung im Dezember 2021 widerrufen und Guéant musste die Haft im Gefängnis La Santé antreten. Nach knapp drei Monaten wurde er unter Auflagen wieder aus der Haft entlassen.
Im Zusammenhang mit der Tapie-Affäre wurden 2013 die Wohn- und Geschäftsräume von Claude Guéant durchsucht. Es sollte ermittelt werden, welche Entscheidungen dazu führten, dass dem umstrittenen Geschäftsmann Bernard Tapie hohe Entschädigungszahlungen aus staatlichen Quellen zuflossen und ob Guéant in seiner Funktion als höchster Regierungsbeamter Druck auf das Finanzministerium ausgeübt hatte. In der fraglichen Zeit bekleidete Guéant das Amt des Generalsekretärs im Präsidentenpalast.
Guéant spielte eine wichtige Rolle in der Libyen-Affäre. Seinem ehemaligen Chef, dem späteren Präsidenten Sarkozy, wird vorgeworfen, 50 Millionen Euro Wahlkampfhilfe vom damaligen libyschen Langzeit-Machthaber Muammar al-Gaddafi erhalten zu haben. Guéant soll während Sarkozys Wahlkampf mehrere Millionen Euro in Form von Bargeld an weitere Personen verteilt haben. Er kaufte in dieser Zeit eine teure Pariser Wohnung, die er in bar bezahlt haben soll. Den französischen Ermittlern zufolge hat Guéant zwischen 2003 und 2012 insgesamt nur 800 Euro von seinem Konto abgehoben. Alles was er darüber hinaus an Geld ausgab, bezahlte er demnach stets in bar. Guéant soll in der Zeit des Präsidentschaftswahlkampfes 2007 einen Safe in einer Pariser Bank angemietet haben. Während er behauptet, darin Redemanuskripte von Sarkozy aufbewahrt zu haben, gehen die Ermittler davon aus, dass der Safe Banknoten enthielt. Gegen Guéant wurde wegen Geldwäsche und Urkundenfälschung ermittelt (Stand 2018).
Wegen „illegaler Finanzierung“ seines Wahlkampfs 2012 verurteilte das Strafgericht von Nanterre Guéant im November 2022 zu einer Freiheitsstrafe von 18 Monaten, davon 12 zur Bewährung ausgesetzt, sowie einer Geldstrafe von 30.000 Euro. Der unbedingte Teil der Freiheitsstrafe kann als Hausarrest verbüßt werden. Gegen das Urteil legte Guéant Berufung ein.